# Райт, Эмброуз
Эмброуз Рэнсом Райт (англ. Ambrose Ransom Wright; 26 апреля 1826 — 21 декабря 1872) — американский юрист, политик и генерал армии Конфедерации во время американской гражданской войны.

## Ранние годы
Генерал Райт, более известный по своему прозвищу Рэнс (Rans) родился в Луисвилле, штат Джорджия. Он изучал право при помощи губернатора Джорджии и сенатора Гершеля Джонсона, и был допущен к юридической практике. Участвовал в политической жизни, но не сумел попасть в Палату представителей США. В 1856 году был одним из членов коллегии выборщиков на выборах президента Милларда Филлмора, а в 1860 году поддерживал Белла и Эверетта.
26 апреля 1843 года женился на Мэри Хаббел Саваж (-1854).

## Гражданская война
В начале гражданской войны Райт записался в рядовые джорджианского ополчения, а 18 мая 1861 года стал полковником 3-го джорджианского полка. Он служил в Джорджии и Северной Каролине. В апреле 1862 года его полк разбил два федеральных полка генерала Джессе Рено в сражении при Саус-Майлз. В мае его полк был направлен в Вирджинию и участвовал в сражении при Севен-Пайнс как часть бригады Альберта Блэнчарда. После сражения Блэнчард был отстранен от командования и его место занял Райт, которого по такому случаю повысили до бригадного генерала. Он участвовал в Семидневной битве в составе дивизии Бенджамина Хьюджера. Джорджианцы Райта в то время носили красную форму зуавов.
Во втором сражении при Бул-Ране бригада Райта была частью дивизии Ричарда Андерсона и стояла в резерве. Дивизия была введена в бой в последние часы сражения и удачно атаковала противника у холма Генри, но из-за темноты Андерсон остановил атаку. Во время сражения при Энтитеме дивизия Андерсона пришла на поле боя в середине дня и была направлена в центр, где Райт встал на правом фланге дивизии. Его бригада выдержала атаку ирландской бригады Мигера, но атака бригады Колдвелла заставила её отступить. Райт был ранен в этом бою — снаряд попал в грудь его лошади и разорвался внутри. Райт выжил, но был вынужден сдать командование на поле боя полковнику Роберту Джонсу.
В сражении при Фредериксберге бригада Райта занимала левый фланг армии и в бою участия не принимала.
В сражении при Чанселорсвилле дивизия Андерсона шла в авангарде обходного маневра генерала Ли и одной из первых столкнулась с противником у Табернейкл-Черч. Когда федеральный корпус Седжвика вышел в тыл Северовирджинской армии, дивизия Андерсона была переброшена на помощь Мак-Лоузу и, совместно с дивизией Эрли, заставила северян отступить за реку Рапидан.
После реорганизации Северовирджинской армии в мае 1863 бригада Райта была переведена из I-го корпуса в III-й корпус генерала Эмброуза Хилла и до конца войны оставалась в этом корпусе.

### Геттисбергская кампания
Во время Геттисбергской кампании бригада Райта имела следующий вид:
- 3-й Джорджианский пехотный полк: полковник Эдвард Уолкер
- 22-й Джорджианский полк: полковник Джозеф Уазден
- 48-й Джорджианский полк: полковник Уильям Гибсон
- 2-й Джорджианский батальон: майор Джордж Росс

Она двигалась вместе со всем корпусом Хилла и утром 1 июля стояла в лагере у Файетвилля. По приказу командования она двинулась на восток, прошла Южные горы и Кэштаунское ущелье и в полдень подошла к Геттисбергу, где 2 июля Андерсон приказал ей наступать, имея справа бригаду Дэвида Лэнга, а слева бригаду Посей. Это наступление началось в 17:00 и проходило по тому месту, где сутки спустя будет проводиться атака Пикетта. «Во время этого наступления я был вынужден пройти более мили по открытой равнине, пересеченной множеством изгородей, под огнём вражеской артиллерии, которая стояла на Эммитсбергской дороге и на высотах у фермы МакФерсона, немного южнее Кладбищенского холма».
Бригада атаковала два федеральных полка на Эммитсбергской дороге, обратила их в бегство и захватила орудие батареи Брауна, а затем ещё два орудия той же батареи в момент их отхода. Затем они снова атаковали противника (бригаду Нормана Холла), которая стояла за каменной стеной выше по склону. Холл оказался в сложном положении: два его полка (42-й Нью-Йоркский и 19-й Массачусетский) были переброшены на помощь дивизии Хэмфриса, поэтому у него осталось всего три полка с открытым левым флангом. 

Прорвавшись за Эммитсбергскую дорогу, мы снова атаковали противника, занявшего сильную позицию за каменной стеной, которая шла вдоль крутого склона высот примерно в 150 ярдах за дорогой. Здесь наше наступление встретило серьёзное сопротивление, но в итоге противник был отброшен отчаянной атакой моего отряда. Теперь мы были всего в 100 метрах от вершины хребта, на котором стояла артиллерия при поддержки пехоты, стоящей за каменной стеной. Вскоре мы меткой стрельбой отогнали артиллеристов от орудий, перебрались через стену, бросились к вершине и загнали пехоту противника в каменистый овраг на восточном склоне высот, в 80 или 100 ярдах от батарей.
Оригинальный текст (англ.)– Having gained the Emmitsburg turnpike, we again charged upon the enemy, heavily posted behind a stone fence which ran along the abrupt slope of the heights some 150 yards in rear of the pike. Here the enemy made considerable resistance to our farther progress, but was finally forced to retire by the impetuous charge of my command. We were now within less than 100 yards of the crest of the heights, which were lined with artillery, supported by a strong body of infantry, under protection of a stone fence. My men, by a well-directed fire, soon drove the cannoneers from their guns, and, leaping over the fence, charged up to the top of the crest, and drove the enemy's infantry into a rocky gorge on the eastern slope of the heights, and some 80 or 100 yards in rear of the enemy's batteries.. 
— Рапорт Райта
Рядовой 69-го Пенсильванского потом вспоминал, что джорджианцы дважды атаковали позиции полка, рассчитывая захватить брошенные орудия Брауна. «...и снова их линии были сломлены, а мы давали залп за залпом в их расстроенные ряды, пока они наконец не отступили беспорядочной толпой, даже не забрав брошенные орудия Брауна, до которых им дважды удалось добраться».

Однако, бригада Кэрнота Посей, слева так и не пошла вперед, оставив открытым левый фланг Райта, а бригада Лэнга справа начала отступать, оставив открытым правый фланг Райта. Райт оказался под угрозой окружения, его атаковала вермонтская бригада Стеннарда, и он был вынужден отступать, оставив захваченные орудия. Бригада отступала с тяжелыми потерями, противник вернул себе орудия и сразу открыл огонь по отступающим. Из 1450 человек бригады было потеряно 688. Райт писал в рапорте: «Нет ни малейшего сомнения, что я мог бы удержать позицию на высотах и удержать захваченную артиллерию, если бы был прикрыт мой левый фланг или если бы бригада справа не отступила бы. Мы захватили почти двадцать стволов артиллерии и все их вынуждены были оставить». Дуглас Фриман писал: «Позиции федералов на хребте были сломлены. Если бы Райт мог получить помощь, достаточную, чтобы расширить позицию, так храбро им захваченную, то день окончился бы победой!».
В бою погиб Джозеф Уазден, полковник 22-го джорджианского полка.
3 июля бригада Райта прикрывала отступление дивизии Пикетта, а вечером 4 июля начала отступление через Фэйрфилд.
23 июля 1863 года в газете «Daily Constitutionalist» (Огаста) было опубликовано письмо, приписанное Райту. Генерал Андерсон был возмущен содержанием письма и 18 августа Райт был отдан под трибунал, однако в итоге оправдан и 22 сентября восстановлен в звании.
По поводу атаки Райта впоследствии возникло множество дискуссий. Точно неизвестно, кто вел бригаду в атаку — сам Райт или кто-то другой. Существуют сомнения в том, что бригада сумела прорваться за каменную стену.

### 1864
Когда началась Оверлендская кампания, бригада Райта все еще состояла в дивизии Андерсона, но после ранения Лонгстрита 6 мая Андерсон принял командование I-м корпусом, сдав дивизию генералу Махоуну.
В последние дни сражения при Спотсильвейни бригаду Райта послали в атаку на левый фланг федеральной армии у Майерс-Хилл, однако Райт отступил после небольшой перестрелки. Эмброуз Хилл был крайне недоволен его действиями, на что генерал Ли сказал: «Эти люди — не армия, это граждане, которые защищают свою страну. Генерал Райт не солдат, он юрист. Я мог бы себе позволить гораздо больше, если бы у меня была профессиональная армия».
Бригада Райта участвовала в обороне Питерсберга и, в частности, сражалась в бою у Воронки 30 июля. 26 ноября 1864 года Райту присвоили звание генерал-майора (временное и впоследствии не утвержденное) и отправили его в Джорджию, где он оставался до конца войны.

## Послевоенная деятельность
В 1863 году Райт был избран в Сенат Джорджии, где служил заочно. После войны он возобновил юридическую практику и в 1866 году приобрел газету «Augusta Chronicle & Sentinel». В 1871 году он не смог попасть в сенат США от партии демократов, зато в 1872 был делегатом совета штата и был избран в Палату представителей, но смерть помешала ему занять это место, которое в итоге занял Александр Стивенс. Райта похоронили на кладбище Магнолия-Семетери в Огасте.